# محموله‌پرستی

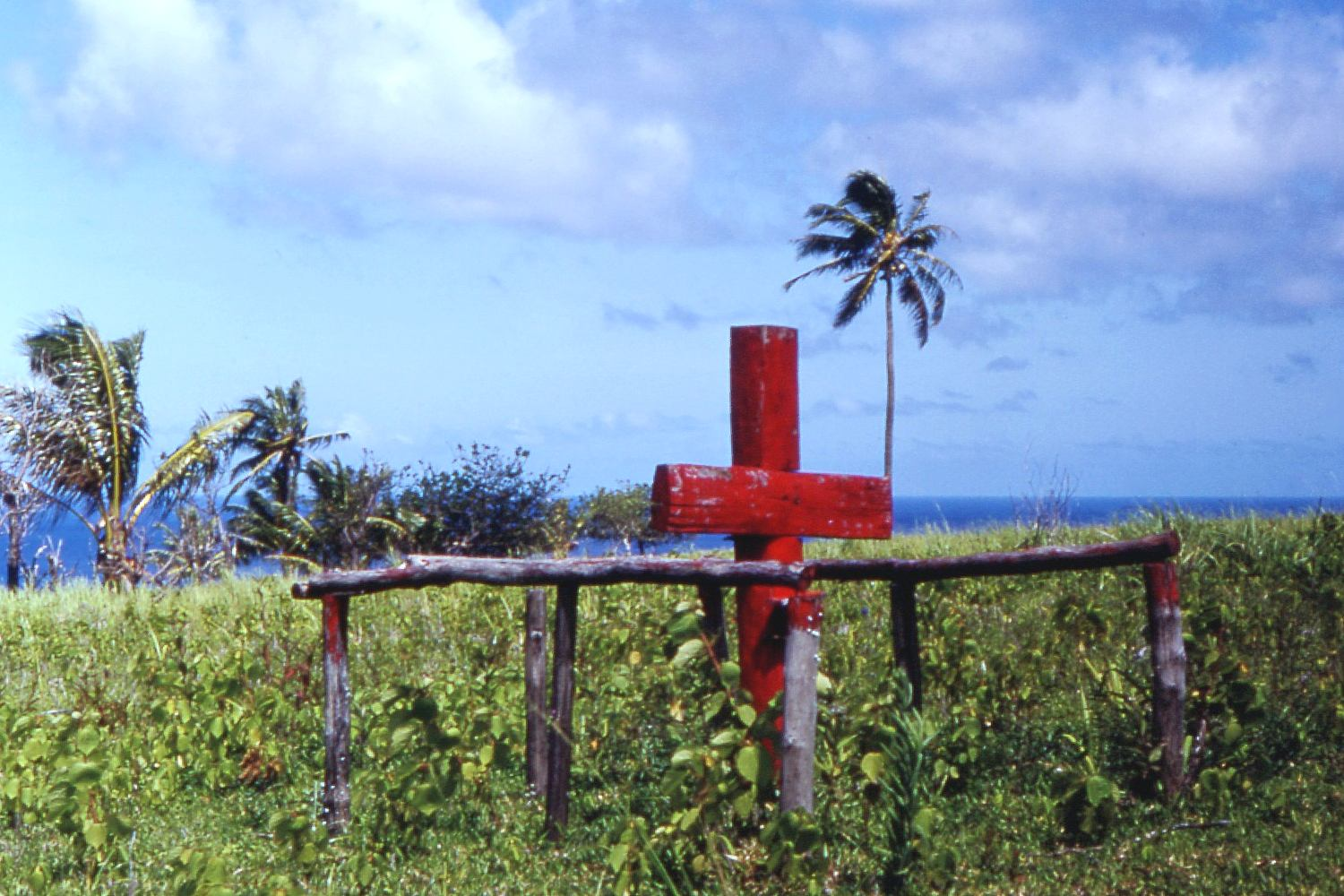
صلیب مربوط به یکی از مراسم محموله‌پرستان فرقه جان فروم. جزیره تانا، وانوآتو. ۱۹۶۷.

محموله‌پرستی یا بارپرستی (Cargo Cult) آیینی نسبتاً جدید مربوط به قرن نوزدهم تا بعد از جنگ جهانی دوم است که در ملانزی اقیانوس آرام و گینه نو پدید آمد. البته در دیگر نقاط جهان نیز رفتارهای مشابهی دیده شده‌است. مردم بومی این مناطق که نمی‌توانستند تصور کنند محموله‌ها و کالاهای لوکس و پیشرفته‌ای که سفیدپوستان و استعمارگران به این نواحی آوردند ساخته دست انسان باشد آن محموله‌ها را فرستاده‌هایی از سوی نیاکان درگذشته خود پنداشتند که سفیدپوستان با روش‌های خود موفق به دست‌یابی به این محموله‌ها شده‌اند. به این خاطر مردم بومی کوشیدند تا با تقلید رفتار سفیدپوستان نظر نیاکان را جلب کنند تا بارها را به جای سفیدپوستان به بومیان تحویل دهند.
کل تاریخ برخی از این فرقه‌های بارپرست، از آغاز تا انقراض، در بعضی یادها مانده‌است. همهٔ این فرقه‌ها، با الگوی یکسانی پدید آمده‌اند.

## تاریخچه
جزیره‌نشینان پنداشتند که هیچ یک از این اسباب و وسایل را خود مهاجران نمی‌سازند. وقتی دستگاهی نیاز به تعمیر پیدا می‌کرد، آن را از طریق بندر می‌فرستادند و دستگاه جدید به صورت بار توسّط کشتی، یا بعدها هواپیما به جزیره می‌رسید. بومیان هیچ‌گاه ندیده بودند که سفیدپوستی چیزی را تعمیر کند، هرگز هم ندیده بودند که سفیدپوستی، کار مفیدی انجام دهد (پشت میز نشستن و کاغذبازی کردن، از نظر آنان مناسک مذهبی سفیدپوستان محسوب می‌شد، نه کار) پس اندیشیدند که «بار» باید منشأیی فراطبیعی داشته باشد. به علاوه بعضی حرکات سفیدپوستان هم مؤیّد آن بود که گویی دارند فرایضی مذهبی به جا می‌آورند.
آنان برج‌هایی می‌ساختند و سیم‌هایی به آن وصل می‌کردند؛ می‌نشستند و به صدای جعبه‌های کوچکی گوش می‌دادند که نورانی بود و صداهای عجیبی از آن درمی‌آمد؛ مردم بومی را وا می‌داشتند که لباس‌های همسان بپوشند و به شکل منظّمی قدم بزنند و در نظر آن‌ها، کاری از این بی فایده‌تر پیدا نمی‌شد.
بومیان، تصوّر کردند که کارهای غیرقابل فهم سفیدپوستان، مناسکی بود که آنان برای رضای خدایانی که برایشان «بار» می‌فرستادند انجام می‌دادند. اگر بومیان هم «بار» می‌خواستند، پس باید همان کارها را می‌کردند.
نکتهٔ قابل توجّه این جاست که آیینهای بارپرستی به‌طور جداگانه در جزایری ایجاد شد که هم از لحاظ جغرافیایی و هم از لحاظ فرهنگی بسیار دور از هم بودند و اغلب این ادیان مدّعی بودند که در روز قیامت، یک منجی، بار نهایی را خواهد آورد.
طیّ جنگ جهانی دوم و بلافاصله پس از آن فعّالیّت فرقه‌های محموله‌پرست در منطقهٔ اقیانوس آرام افزایشی چشم‌گیر داشت، چرا که اهالی این مناطق شاهد از راه رسیدن مقادیر زیادی محموله به وسیلهٔ ارتشیان ژاپنی و آمریکایی بودند. با پایان جنگ، پایگاه‌های نظامی تعطیل و جریان کالا و مواد متوقّف شد.
یک فرقه مشهور محموله‌باور که در جزیره تانا واقع در هبریدس نو شکل گرفته (و از سال ۱۹۸۰ وانواتو نامیده می‌شود) هنوز باقی است.
این فرقه حول یک شخصیّت مسیحایی به نام جان فروم شکل گرفته‌است.
اسناد دولتی نشان می‌دهد که اوّلین‌بار در حوالی سال ۱۹۴۰ از جان فروم نام برده شده است، امّا با وجود تازگی این اسطوره، وجود این فرد ثابت شده نیست.
در تلاش برای جلب و تداوم جریان محموله، پیروان این فرقه‌ها به تشریفات مذهبی توسّل جستند و به اعمالی مانند شبیه‌سازی باند فرودگاه و هواپیما و دستگاه‌های مخابره رادیویی و تقلید رفتار متصدّیان ارتشی آن دستگاه‌ها روی آوردند.
گرچه در ۶۵ سال گذشته بسیاری از فرقه‌های بارباور منسوخ شده‌اند، ولی برخی از آن‌ها هنوز فعّالند، از جمله:
- فرقه جان فروم (John Frum) در جزیره تانا (Tanna) در وانواتو (Vanuatu)
- فرقه تام ملوان (Tom Navy) جزیره تانا در وانواتو
- جنبش شاهزاده فیلیپ در جزیره تانا در وانواتو
- فرقه بارپرست یالی (Yali) در منطقه ماندانگ (Mandang) در پاپوا (Papua) در گینه نو (New Guinea)
- جنبش پالیو (Paliau) در جزیره مأنوس (Manus) در پاپوا در گینه نو
- انجمن پلی (Peli) در پاپوا در گینه نو
- جمعیت پومیو کیوونگ (Pomio Kivung) در پاپوا در گینه نو

## استفادهٔ استعاری از این واژه
بعدها اصطلاح «محموله‌پرستی» (Cargo Cult) به عنوان استعاره در مورد برخی روش‌های صوری نیز به کار گرفته شده‌است. در این موارد، افراد از راه تکرار شرایطِ وقوعِ نتایجِ موفّقیّت‌آمیزِ گذشته، در پی بازتولید آن نتایجند، بدون توجّه به این‌که آن شرایط یا ناکافی است یا اساساً با موجبات نتایج مزبور، ربطی ندارد. این مورد آخر نمونه‌ای است از مغلطهٔ علت شمردن مقدم.
استفادهٔ استعاری از «محموله‌پرستی» را ریچارد فاینمن با سخنرانی خود در مراسم فارغ‌التّحصیلی سال ۱۹۷۴ مؤسسه فناوری کالیفرنیا رایج کرد. در این سخنرانی که بعداً تبدیل به فصلی از کتابش به نام «حتماً شوخی می‌کنید آقای فاینمن!» شد، وی با ابداع عبارت «علم بارپرست‌گونه» فعّالیّتی را توصیف کرد که مزیّن به برخی نشانه‌های علم واقعی است (همچون انتشار در نشریه‌های علمی)، ولی بر پایهٔ آزمایش‌های صادقانه استوار نیست.
بعدها اصطلاح «برنامه‌نویسی محموله‌پرست» برای توصیف نرم‌افزاری به کار گرفته شد که حاوی عناصری است مفید در دیگر برنامه‌های رایانه‌ای ، ولی بی‌ربط با مورد کاربرد فعلی.
نویسنده‌ای به نام چینوا آچبه (Chinua Achebe) در کتاب سال ۱۹۸۴ خود به نام «مشکل نیجریه» (The Trouble with Nigeria) از «ذهنیّت محموله‌پرست‌گونه» رهبران بسیاری از کشورهای در حال توسعه انتقاد کرد که احکام بلندپروازانه‌ای برای آیندهٔ کشورشان صادر می‌کنند، ولی برای تحقّق آن پیشرفت‌ها تلاش لازم را به خرج نمی‌دهند.

## جستار‌های وابسته
- شوک فرهنگی
- سحرپنداری
- پندار آرزومندانه
- توطئه علیه مردم ناآگاه